# جورج هوي (مهندس)
جورج هوي (بالإنجليزية: George Howie)‏ هو مهندس أمريكي، ولد في 26 أبريل 1899، وتوفي في 11 نوفمبر 1979.